# Boqueho
Boqueho (tiếng Breton: Boskazoù, Gallo: Boco) là một commune in the Côtes-d'Armor departement in Bretagne in northwestern Pháp.